# Омельченко, Яков Андреевич
Яков Андреевич Омельченко (1905, Солёное, Ставропольская губерния — 1964) — гуртоправ, Герой Социалистического Труда (1953). Депутат Верховного Совета СССР 5 созыва.

## Биография
Родился в 1905 году в селе Солёное (ныне — Яшалтинский район Калмыкии). В 1931 году вступил в сельскохозяйственную артель. Потом работал в мясосовхозе № 105 Западного улуса Калмыцкой автономной области. Позднее работал в колхозе имени Будённого Яшалтинского района (позднее — колхоз «Дружба» Приютненского района Калмыцкой АССР).
Участвовал в Великой Отечественной войне. Воевал в составе 451-го батальона аэродромного обслуживания. После демобилизации возвратился в Калмыкию, где стал работать старшим гуртоправом в колхозе имени Ленина Степновского района Астраханской области.
В 1952 году бригада, которой руководил Яков Омельченко, добилась высоких среднесуточных привесов крупного рогатого скота — в среднем 1080 граммов. Указом Президиума Верховного Совета СССР от 13 октября 1953 года удостоен звания Героя Социалистического Труда «за достижение высоких показателей в животноводстве в 1952 году» с вручением ордена Ленина и золотой медали Серп и Молот.
Избирался депутатом Верховного Совета СССР 5-го созыва.
Трудился в колхозе до своей кончины в 1964 году.
Память
- В Элисте на Аллее героев установлен барельеф Якова Омельченко.

## Награды
- Герой Социалистического Труда
- Орден Ленина (1953);
- Медаль «За оборону Кавказа»;
- Медаль «За победу над Германией в Великой Отечественной войне 1941—1945 гг.»

## Источник
- Яков Андреевич Омельченко: букл.// Наши земляки — Герои Социалистического Труда: компл. букл. / сост.: Г. Д. Андраева, З. Б. Очирова; ред. Е. Н. Бошева; худож. В. Я. Михин. — Элиста, 1987.